# Maxi
Maxi is een Ierse zangeres. Haar echte naam is Irene McCoubrey.
In 1970 nam ze deel aan de National Song Contest om zo voor Ierland naar het Eurovisiesongfestival te mogen. Ze werd 2de met het lied Things you hear about me, ze zong toen in een groepje. Drie jaar later nam ze solo deel en kon toen wel winnen met het lied Do I dream?. Voor het songfestival in Luxemburg werd het arrangement van het lied veranderd. Dat zinde haar niet en daarom dreigde ze ermee het lied niet te zingen. Zangeres Tina Reynolds werd in allerijl opgetrommeld, maar het bleek niet nodig te zijn. Maxi zong alsnog en werd 10de, wat in die tijd niet zo hoog was voor het groene eiland. Reynolds mocht ter compensatie een jaar later gaan.
Een paar jaar later ging Maxi zingen in de groep Sheeba en in 1978 werden die 6de in de preselectie, in 1981 wonnen ze wel en stond Maxi dus voor de tweede keer op het songfestival, dit keer eindigde ze 5de met het lied Horoscopes. Een jaar later eindigde de groep voorlaatste met een lied in het Gaelic. Hun laatste deelname aan de Ierse preselectie zou in 1984 zijn toen de groep 4de eindigde.
1965: Butch Moore · 
1966: Dickie Rock · 
1967: Sean Dunphy · 
1968: Pat McGeegan · 
1969: Muriel Day · 
1970: Dana · 
1971: Angela Farrell · 
1972: Sandie Jones · 
1973: Maxi · 
1974: Tina Reynolds · 
1975: The Swarbriggs · 
1976: Red Hurley · 
1977: The Swarbriggs Plus Two · 
1978: Colm Wilkinson · 
1979: Cathal Dunne · 
1980: Johnny Logan · 
1981: Sheeba · 
1982: The Duskeys · 
1984: Linda Martin · 
1985: Maria Christian · 
1986: Luv Bug · 
1987: Johnny Logan · 
1988: Jump the Gun · 
1989: Kiev Connolly & The Missing Passengers · 
1990: Liam Reilly · 
1991: Kim Jackson · 
1992: Linda Martin · 
1993: Niamh Kavanagh · 
1994: Paul Harrington & Charlie McGettigan · 
1995: Eddie Friel · 
1996: Eimear Quinn · 
1997: Marc Roberts · 
1998: Dawn Martin · 
1999: The Mullans · 
2000: Eamonn Toal · 
2001: Gary O'Shaughnessy · 
2003: Mickey Harte · 
2004: Chris Doran · 
2005: Donna & Joe · 
2006: Brian Kennedy · 
2007: Dervish · 
2008: Dustin the Turkey · 
2009: Sinéad Mulvey & Black Daisy · 
2010: Niamh Kavanagh · 
2011: Jedward · 
2012: Jedward · 
2013: Ryan Dolan · 
2014: Can-linn feat. Kasey Smith · 
2015: Molly Sterling · 
2016: Nicky Byrne · 
2017: Brendan Murray · 
2018: Ryan O'Shaughnessy · 
2019: Sarah McTernan · 
2021: Lesley Roy · 
2022: Brooke · 
2023: Wild Youth · 
2024: Bambie Thug · 
2025: Emmy